# 21Sextury
21Sextury (также 21 Sextury, 21st Sextury и 21Sextury.com Productions) — крупная порнографическая киностудия, предоставляющая доступ к большому количеству сайтов различной тематики. Брендом владеет Gamma Entertainment, располагающаяся в Монреале, Канада.

## История
Первоначально 21Sextury была американской производственной порностудией, базирующейся в Скотсдейле, штат Аризона. Она была основана в 2003 году и работала с восточноевропейскими актрисами, такими как Жанетт Эгерхази (также известная под псевдонимом Сэнди, Sandy), Анетта Киз, Софи Мун и Миа Стоун и, в частности, занималась онлайн-продажами. Среди первых сайтов, которые начали работу в составе сети 21Sextury, были ClubSandy.com и PixAndVideo.com. Ещё в середине 2000-х годов студия использовала мобильный доступ и делала контент доступным через WAP. В обзоре сети (начало 2010 года) около 40 веб-сайтов в сети 21Sextury были высоко оценены за большой ассортимент фильмов с высоким разрешением. В то же время сеть критиковали за то, что не были упомянуты все доступные веб-сайты и часть сайтов не получала регулярных обновлений.
Позднее рамки студии были расширены до участия в съёмках представителей из США, а также были расширены первоначально выбранные ниши (включая фут-фетишизм и представление лесбийской сексуальности). В 2015 году студия была приобретена Gamma Entertainment. Дистрибьютором фильмов студии выступает Pulse Distribution.
На Venus Award в 2005 году студия выигрывает премию в категории «Лучшая новая студия в Европе». В январе 2014 года студия выигрывает премию XBIZ Award в категории «Порносайт года».

## Дочерние сайты
В настоящее время 21Sextury управляет и поддерживает более 30 сайтов. Тематика сайтов варьируется от софткора и лесбийского порно до секс-фетишизма и хардкора.
Некоторые примеры:
- 21Naturals
- 21Sextreme
- Anal Teen Angels
- Asshole Fever
- Club Sandy
- DP Fanatics
- Footsie Babes
- Gape Land

## Награды и номинации
| Год  | Награда           | Результат | Категория                              |
| ---- | ----------------- | --------- | -------------------------------------- |
| 2005 | Venus Award       | Победа    | Лучшая новая студия в Европе           |
| 2011 | Galaxy Award      | Победа    | Лучшая европейская сеть                |
| 2011 | Galaxy Award      | Победа    | Лучший европейский механизм промовидео |
| 2011 | XBIZ Award        | Номинация | Европейская студия года                |
| 2012 | Galaxy Award      | Победа    | Лучшая европейская сеть                |
| 2012 | XBIZ Award        | Номинация | Европейская студия года                |
| 2012 | YNOT Award        | Номинация | Маркетинговая кампания года            |
| 2013 | AVN Award         | Номинация | Лучший веб-сайт с членской подпиской   |
| 2013 | XBIZ Award        | Номинация | Европейская студия года                |
| 2013 | XBIZ Award        | Номинация | Порносайт года                         |
| 2014 | AVN Award         | Номинация | Лучший веб-сайт с членской подпиской   |
| 2014 | XBIZ Award        | Номинация | Европейская студия года                |
| 2014 | XBIZ Award        | Номинация | Мобильный сайт года                    |
| 2014 | XBIZ Award        | Победа    | Порносайт года                         |
| 2015 | XBIZ Award        | Номинация | Порносайт года — видео                 |
| 2016 | XBIZ Award        | Номинация | Порносайт года — видео                 |
| 2017 | XBIZ Award        | Номинация | Порносайт года — видео                 |
| 2018 | Spank Bank Award  | Номинация | Платный веб-сайт года                  |
| 2018 | XBIZ Award        | Номинация | Иностранная студия года                |
| 2018 | XBIZ Europa Award | Номинация | Платная сеть года                      |
| 2018 | XBIZ Europa Award | Номинация | Студия года                            |
| 2019 | XBIZ Award        | Номинация | Иностранная студия года                |
| 2019 | XBIZ Europa Award | Номинация | Студийный сайт года                    |
| 2019 | XBIZ Europa Award | Номинация | Студия года                            |
| 2020 | XBIZ Award        | Номинация | Иностранная студия года                |
| 2020 | XBIZ Europa Award | Номинация | Студия года                            |
| 2020 | XBIZ Europa Award | Номинация | Хардкорный сайт года                   |
| 2021 | XBIZ Europa Award | Номинация | Платный сайт года                      |
| 2021 | XBIZ Europa Award | Номинация | Студия года                            |
| 2022 | XBIZ Europa Award | Номинация | Платный сайт года                      |
| 2023 | XBIZ Europa Award | Номинация | Платный сайт года                      |
| 2024 | XBIZ Europa Award | Номинация | Платный сайт года                      |
| 2025 | XMA Europa Award  | Номинация | Платный сайт года                      |

## Наиболее продолжительные сериалы
- FantASStic DP
- Foot Art
- Footsie Babes
- Footsie Babes: More Foot Fetish
- Tales From Gapeland